# Molí de Baix (Xerta)
El Molí de Baix és un edifici del municipi de Xerta (Baix Ebre) protegida com a bé cultural d'interès local.

## Descripció
Es tracta d'un conjunt format per tres edificis en forma d' "L". El central és el més gran de tots, destaca un arc amb dovelles de pedra, lleugerament apuntat. Amb el temps ha patit diverses modificacions, sobre l'arc hi havia un escut, avui no visible. L'interior està format per una volta gòtica apuntada i destaca un escut de Catalunya gravat a la paret.
A la dreta trobem un segon edifici també amb una portalada gòtica i una altra entrada d'arc de mig punt, totes dues de pedra. La paret és de maçoneria. A la zona superior hi ha una petita cornisa de maó. La coberta està feta amb teula àrab.
El tercer edifici és ja molt posterior, sobre la porta hi figura la data de 1888. És un habitatge d'estil modernista de planta baixa, pis i golfes. Destaca una cornisa amb elements decoratius. Els balcons són poc profunds i la barana, feta d'obra.

## Història
Aquest és un conjunt força singular per al municipi. L'origen és la construcció de la séquia de les fonts de paüls pels xertolins, després del plet amb Ramon de Podio (Despuig), senyor de Paüls, quan a finals del segle XIV el rei Pere IV d'Aragó concedí a Xerta la perpetuïtat dels drets de reg (05/03/1383). Dels tres molins que avui es conserven, aquest és el més antic. El molí del mig està datat el 1741 i el de dalt, el 1600.
La finca dels molins fou propietat de la familia Oliver de Boteller de Tortosa dels qui passà als Comtes de Vallcabra i als Marquesos de Capmany.